# 로렐 (영화)
《로렐》(영어: Freeheld)은 2015년 개봉한 미국의 드라마 영화로, 피터 솔릿이 연출하고 론 나이스와너가 각본을 썼다. 신시아 웨이드가 감독한 2007년 다큐멘터리 영화 《프리헬드》(Freeheld)가 원작이다.

## 출연진
- 줄리앤 무어
- 엘런 페이지
- 마이클 섀넌
- 스티브 커렐
- 루크 그라임스
- 조시 찰스
- 메리 버드송
- 켈리 데드먼
- 게이브리얼 루나
- 앤서니 디샌도
- 스킵 서더스
- 윌리엄 새들러
- 데니스 부치캐리스
- 애덤 러페브러
- 스팅크 피셔